# Николаевка (Навлинский район)
Николаевка — упразднённая деревня в Навлинском районе Брянской области России. На момент упразднения входила в состав Бяковского сельсовета.

## География
Урочище находится в восточной части Брянской области, в зоне хвойно-широколиственных лесов, на левом берегу реки Понуры, к востоку от автодороги М3, на расстоянии примерно 7 километров (по прямой) к северо-востоку от Навли, административного центра района. Абсолютная высота — 182 метра над уровнем моря.

## История
В «Списке населенных мест Орловской губернии по сведениям 1866 года» населённый пункт упомянут как владельческая деревня Карачевского уезда (2-го стана), расположенная в 42 верстах от уездного города Карачева. В деревне насчитывалось 18 дворов и проживало 176 человек (71 мужчина и 105 женщин).
По данным 1926 года в деревне имелось 16 хозяйств и проживало 83 человека (в основном — русские). В административном отношении входила в состав Клюковникского сельсовета Навлинской волости Бежицкого уезда Брянской губернии.
Исключена из учётных данных 30 мая 1978 года.